# Maccabi Tel Aviv B.C. 2014-2015
Questa voce raccoglie le informazioni riguardanti il Maccabi Tel Aviv B.C. nelle competizioni ufficiali della stagione 2014-2015.

## Stagione
La stagione 2014-2015 del Maccabi Tel Aviv B.C. è la 61ª nel massimo campionato israeliano di pallacanestro, la Ligat ha'Al.

## Roster
Aggiornato al 27 luglio 2018
| Maccabi Electra Tel Aviv 2014-15 | Maccabi Electra Tel Aviv 2014-15 |
| Giocatori                        | Staff tecnico                    |
| -------------------------------- | -------------------------------- |

| N. | Naz.                                        | Ruolo | Nome                    | Anno | Alt.   | Peso   |  |
| -- | ------------------------------------------- | ----- | ----------------------- | ---- | ------ | ------ |  |
| 4  | Stati Uniti (bandiera)                      | P     | Jeremy Pargo            | 1986 | 188 cm | 99 kg  |  |
| 5  | Stati Uniti (bandiera) · Georgia (bandiera) | P     | Marquez Haynes          | 1986 | 188 cm | 84 kg  |  |
| 6  | Stati Uniti (bandiera)                      | G     | Devin Smith             | 1983 | 198 cm | 111 kg |  |
| 7  | Stati Uniti (bandiera)                      | AG    | Brian Randle            | 1985 | 203 cm | 107 kg |  |
| 8  | Stati Uniti (bandiera)                      | AP    | Nate Linhart            | 1986 | 201 cm | 98 kg  |  |
| 9  | Stati Uniti (bandiera) · Israele (bandiera) | AC    | Alex Tyus               | 1988 | 203 cm | 102 kg |  |
| 10 | Israele (bandiera)                          | AP    | Guy Pnini (C)           | 1983 | 201 cm | 99 kg  |  |
| 11 | Stati Uniti (bandiera) · Israele (bandiera) | AC    | Jake Cohen              | 1990 | 210 cm | 107 kg |  |
| 12 | Israele (bandiera)                          | G     | Yogev Ohayon (C)        | 1987 | 189 cm | 86 kg  |  |
| 13 | Israele (bandiera)                          | C     | Idan Zalmanson          | 1995 | 208 cm | 110 kg |  |
| 13 | Israele (bandiera)                          | G     | Orr Leumi               | 1996 | 194 cm | 70 kg  |  |
| 14 | Israele (bandiera)                          | G     | Arad Harari             | 1994 | 196 cm |        |  |
| 15 | Stati Uniti (bandiera) · Israele (bandiera) | AP    | Sylven Landesberg       | 1990 | 198 cm | 94 kg  |  |
| 21 | Grecia (bandiera)                           | C     | Sofoklīs Schortsianitīs | 1985 | 206 cm | 156 kg |  |
| 22 | Israele (bandiera)                          | C     | Ben Altit               | 1993 | 208 cm | 103 kg |  |
| 23 | Australia (bandiera)                        | C     | Aleks Marić             | 1984 | 211 cm | 125 kg |  |
| 23 | Stati Uniti (bandiera)                      | A     | Joe Alexander           | 1986 | 203 cm | 100 kg |  |
| 43 | Stati Uniti (bandiera)                      | G     | Joseph Forte            | 1981 | 193 cm | 91 kg  |  |

| Allenatore                                                                              |
| - Guy Goodes                                                                            |
| Assistente/i                                                                            |
| - Pini Gershon - Alon Stein Legenda - (C) Capitano - (IN) Inattivo - Infortunato Roster |

## Mercato

### Sessione estiva
| Acquisti | Acquisti       | Acquisti           | Acquisti      | Acquisti |
| R.       | Nome           | da                 | Modalità      |          |
| -------- | -------------- | ------------------ | ------------- | -------- |
| AG       | Brian Randle   | Maccabi Haifa      | definitivo    |          |
| P        | Jeremy Pargo   | CSKA Mosca         | definitivo    |          |
| AC       | Jake Cohen     | Mac. Rishon LeZion | fine prestito |          |
| AP       | Nate Linhart   | Reyer Venezia      | definitivo    |          |
| C        | Idan Zalmanson | Bnei Herzliya      | fine prestito |          |
| C        | Aleks Marić    | Lokomotiv Kuban'   | definitivo    |          |
| P        | Marquez Haynes | Mens Sana Siena    | definitivo    |          |
| AG       | Itay Segev     | Hapoel Holon       | fine prestito |          |
| C        | Darko Planinić | Cibona Zagabria    | fine prestito |          |
| AC       | Dragan Bender  | Kaštela            | definitivo    |          |

| Cessioni | Cessioni       | Cessioni         | Cessioni       | Cessioni |
| R.       | Nome           | a                | Modalità       |          |
| -------- | -------------- | ---------------- | -------------- | -------- |
| AG       | Itay Segev     | Hap. Gilboa G.E. | prestito       |          |
| C        | Darko Planinić | Budućnost        | fine contratto |          |
| P        | Tyrese Rice    | Chimki           | rescissione    |          |
| AG       | David Blu      |                  | ritirato       |          |
| AP       | Joe Ingles     | Utah Jazz        | fine contratto |          |
| PG       | Ricky Hickman  | Fenerbahçe       | fine contratto |          |
| C        | Shawn James    | Olimpia Milano   | rescissione    |          |
| C        | Andrija Žižić  | Fulgor L. Forlì  | fine contratto |          |
| AC       | Dragan Bender  | Ironi Ramat Gan  | prestito       |          |

### Dopo l'inizio della stagione
| Acquisti | Acquisti      | Acquisti        | Acquisti         | Acquisti      |
| R.       | Nome          | da              | Data             | Modalità      |
| -------- | ------------- | --------------- | ---------------- | ------------- |
| C        | Joe Alexander | S.C. Warriors   | 25 dicembre 2014 | definitivo    |
| G        | Joseph Forte  | Free agent      | 25 febbraio 2015 | definitivo    |
| C        | Ben Altit     | Ironi Ramat Gan | 27 marzo 2015    | fine prestito |

| Cessioni | Cessioni       | Cessioni        | Cessioni         | Cessioni    |
| R.       | Nome           | a               | Data             | Modalità    |
| -------- | -------------- | --------------- | ---------------- | ----------- |
| C        | Idan Zalmanson | Bnei Herzliya   | 23 ottobre 2014  | prestito    |
| C        | Ben Altit      | Ironi Ramat Gan | 4 dicembre 2014  | prestito    |
| C        | Aleks Marić    | Galatasaray     | 25 dicembre 2014 | rescissione |
| G        | Joseph Forte   |                 | aprile 2015      | ritirato    |